# Kavījān
Kavījān (persiska: كَويجان, كِويجان, كَبيگون) är en ort i Iran.   Den ligger i provinsen Yazd, i den centrala delen av landet, 600 km sydost om huvudstaden Teheran. Kavījān ligger 1 500 meter över havet och antalet invånare är 210.
Terrängen runt Kavījān är varierad.Runt Kavījān är det glesbefolkat, med 14 invånare per kvadratkilometer. Närmaste större samhälle är Behābād, 7,7 km norr om Kavījān. Trakten runt Kavījān är ofruktbar med lite eller ingen växtlighet.